# پل کوهن
پل کوهن (انگلیسی: Paul Cohn؛ ۸ ژانویهٔ ۱۹۲۴ – ۲۰ آوریل ۲۰۰۶) یک دانشمند در زمینه جبر اهل بریتانیا بود.